# Maya (1989)
Maya ist ein italienischer Horrorfilm des Regisseurs Marcello Avallone aus dem Jahre 1989. In den Hauptrollen spielen Peter Phelps, Mariella Valentini und Cyrus Elias.

## Handlung
In einem mexikanischen Dorf häufen sich Todesfälle; darunter ist der des gelehrten Solomon Slivak, der in einer Maya-Pyramide auf den Spuren des mythischen Königs Xibalbay unterwegs war. Weder seine Lebensgefährtin Maria noch der örtliche Arzt Dr. Santos, auch nicht der junge englische Abenteurer Peter oder die aus New York angereiste Tochter des Toten finden zunächst einen Ansatzpunkt. Als ein Touristenpaar ebenfalls blutig stirbt, werden Peter und Lisa, die sich mittlerweile ineinander verliebt haben, erneut aktiv. Die ehemalige Freundin Peters, die Eingeborene Jihaira, stirbt; auch andere Dorfbewohner werden auf grausame Weise getötet. Peter und Lisa setzen auf die mythischen Kenntnisse von Doktor Santos. Doch auch vereint kommen sie kaum gegen das Böse an. Trotz Verwicklungen in uralte Riten können die beiden Liebenden überleben.

## Kritik
„Geschmackloser Horror um mittelalterlichen Hokuspokus, der deftige Sexszenen mit abgefeimten Tötungsritualen und Quälereien vermengt. Fehlende Zusammenhänge werden mit langatmigen Auslassungen über das Übernatürliche gekittet.“

C. Bogani bemängelte in Segnocinema die „Puppenhaftigkeit der Darsteller, Sexismus jenseits des Erträglichen und die typischen Dialoge und Bilder, die solche auf Internationalität angelegte Produktionen bringen müssen, dabei aber nicht Fisch und nicht Fleisch sind und nur noch Beliebigkeit verbreiten“.

## Hintergrund
Der Film wurde von der Produktionsfirma Reteitalia in den Elios Studios in Latium und auf der Isla Margarita in Venezuela gedreht.